# 荒城の月 (1958年の映画)
『荒城の月』（こうじょうのつき）は、1958年の日本映画。音楽家・瀧廉太郎の晩年を描いた作品である。

## キャスト
- 滝廉太郎：石濱朗
- 後藤先生：近藤宏
- 広瀬武夫：重森孝
- 平作：相原巨典
- 黒川松吉：清水幹世
- 幸田延：村瀬幸子
- 林田菊枝：山田百合子
- 相良エミ：日野明子
- 菊枝の姉：坂口芙沙子
- 滝とみ：荘司美代子
- 相良久一郎：石川貞夫
- 少年廉太郎：村田正和
- 少女菊枝：和泉雅子
- 松吉の妹：朝乃ゆり

## スタッフ
- 監督：猪俣勝人
- 脚本：猪俣勝人、柴英三郎
- 企画：鈴木岬一、糸永英一、大木英吉
- 製作：猪俣勝人
- 撮影：坂爪栄雄
- 美術：重森孝
- 音楽：真鍋理一郎
- 録音：長岡憲治
- 照明：田久保圭路